# Palinges
Palinges és un municipi francès, situat al departament de Saona i Loira i a la regió de Borgonya - Franc Comtat. L'any 2007 tenia 1.504 habitants.

## Demografia

### Població
El 2007 la població de fet de Palinges era de 1.504 persones. Hi havia 629 famílies, de les quals 170 eren unipersonals (87 homes vivint sols i 83 dones vivint soles), 229 parelles sense fills, 206 parelles amb fills i 24 famílies monoparentals amb fills.
La població ha evolucionat segons el següent gràfic:
Habitants censats

### Habitatges
El 2007 hi havia 783 habitatges, 636 eren l'habitatge principal de la família, 72 eren segones residències i 76 estaven desocupats. 675 eren cases i 106 eren apartaments. Dels 636 habitatges principals, 445 estaven ocupats pels seus propietaris, 180 estaven llogats i ocupats pels llogaters i 11 estaven cedits a títol gratuït; 8 tenien una cambra, 37 en tenien dues, 135 en tenien tres, 213 en tenien quatre i 244 en tenien cinc o més. 465 habitatges disposaven pel capbaix d'una plaça de pàrquing. A 277 habitatges hi havia un automòbil i a 271 n'hi havia dos o més.

### Piràmide de població
La piràmide de població per edats i sexe el 2009 era:
| Homes | Edats   | Dones |
| ----- | ------- | ----- |
| 0     | 95 o +  | 0     |
| 0     | 90 a 94 | 8     |
| 20    | 85 a 89 | 16    |
| 4     | 80 a 84 | 36    |
| 52    | 75 a 79 | 60    |
| 36    | 70 a 74 | 56    |
| 40    | 65 a 69 | 36    |
| 44    | 60 a 64 | 48    |
| 36    | 55 a 59 | 20    |
| 32    | 50 a 54 | 60    |
| 56    | 45 a 49 | 48    |
| 64    | 40 a 44 | 60    |
| 28    | 35 a 39 | 56    |
| 60    | 30 a 34 | 48    |
| 40    | 25 a 29 | 28    |
| 56    | 20 a 24 | 24    |
| 24    | 15 a 19 | 48    |
| 48    | 10 a 14 | 72    |
| 28    | 5 a 9   | 44    |
| 28    | 0 a 4   | 32    |

## Economia
El 2007 la població en edat de treballar era de 924 persones, 672 eren actives i 252 eren inactives. De les 672 persones actives 596 estaven ocupades (342 homes i 254 dones) i 75 estaven aturades (27 homes i 48 dones). De les 252 persones inactives 99 estaven jubilades, 59 estaven estudiant i 94 estaven classificades com a «altres inactius».

### Ingressos
El 2009 a Palinges hi havia 667 unitats fiscals que integraven 1.569,5 persones, la mediana anual d'ingressos fiscals per persona era de 15.667 €.

### Activitats econòmiques
Dels 57 establiments que hi havia el 2007, 1 era d'una empresa alimentària, 9 d'empreses de fabricació d'altres productes industrials, 7 d'empreses de construcció, 15 d'empreses de comerç i reparació d'automòbils, 5 d'empreses de transport, 3 d'empreses d'hostatgeria i restauració, 1 d'una empresa financera, 2 d'empreses immobiliàries, 3 d'empreses de serveis, 5 d'entitats de l'administració pública i 6 d'empreses classificades com a «altres activitats de serveis».
Dels 16 establiments de servei als particulars que hi havia el 2009, 1 era una gendarmeria, 1 oficina de correu, 1 una oficina bancària, 2 tallers de reparació d'automòbils i de material agrícola, 1 guixaire pintor, 1 fusteria, 2 lampisteries, 3 electricistes, 2 perruqueries, 1 veterinari i 1 restaurant.
Dels 4 establiments comercials que hi havia el 2009, 1 era una botiga de més de 120 m², 1 una botiga de menys de 120 m², 1 una fleca i 1 una botiga d'electrodomèstics.
L'any 2000 a Palinges hi havia 45 explotacions agrícoles que ocupaven un total de 2.548 hectàrees.

## Equipaments sanitaris i escolars
L'únic equipament sanitari que hi havia el 2009 era una farmàcia.
El 2009 hi havia una escola elemental.

## Poblacions més properes
El següent diagrama mostra les poblacions més properes.